# Münchner Unruhen (1397–1403)
Die Münchner Unruhen zwischen 1397 und 1403 waren heftige Auseinandersetzungen zwischen der städtischen Führung und der Gemeinde um den Einfluss auf das Stadtregiment. 

## Entwicklung
Ausgangspunkt waren Konflikte nach der Bayerischen Landesteilung von 1392. Stephan III. aus der Bayern-Ingolstädter Linie beanspruchte 1397 München für sich allein und die Münchner Residenz als Regierungssitz. Angesichts einer leeren Stadtkasse bei starker Besteuerung gab es Kritik der Gemeinde am Rat; Ziel war eine weitergehende Einbindung der Bürgerschaft.
Die Ratspartei stellte sich auf die Seite der Herzöge von München Ernst und Wilhelm III. und unterstützte deren Versuch, München zurückzugewinnen, während Vertreter der Gemeinde auf Seiten der Ingolstädter Herzöge Stephan III. und dessen Sohn Ludwig VII. standen. Die Zwistigkeiten führten schließlich zur gewaltsamen Übernahme des Stadtregiments durch Gruppen des Großen Rats sowie zur Vertreibung führender Ratsherrn und ihrer Familien, darunter 1398 des Bürgermeisters Jörg Kazmair, die nun die Herzöge Ernst und Wilhelm um Hilfe baten. Die Umsturzpartei in Verbindung mit den Herzögen Stephan und Ludwig bestimmte nun die Münchner Stadtpolitik. Eine Gegenverschwörung wurde 1400 aufgedeckt; drei Ratsherren wurden hingerichtet.
In den Folgejahren kam es zu kriegerischen Auseinandersetzungen zwischen den verfeindeten Wittelsbachern unter Beteiligung eines Münchner Truppenkontingents. 
1403 endeten die Unruhen mit der Einnahme der Stadt durch die Herzöge Ernst und Wilhelm. Die Umstürzler wurden unter Beschlagnahme ihres Vermögens verbannt oder mussten hohe Strafen zahlen. Im Spruchbrief des Burggrafen Friedrich VI. von der Burggrafschaft Nürnberg vom 31. Mai 1403 wurde die Gerichtsbarkeit der Stadt über ihre Bürger bestätigt. Am 21. August 1403 festigten die Herzöge die Macht des Rates und beschnitten die der Gemeinde. Ein erneut ausgesprochenes Einungsverbot für Handwerker verhinderte die Konstituierung von Zünften als politische Interessensvertretungen nach dem Vorbild von Städten wie Augsburg.